# Paloma Mami
Paloma Rocío Castillo Astorga (Manhattan, Nueva York, 11 de noviembre de 1999), conocida artísticamente como Paloma Mami, es una cantante y compositora chileno-estadounidense de R&B, reguetón y pop. Alcanzó popularidad en 2018 tras sacar su primer sencillo «Not Steady», luego de pasar por el programa de talentos Rojo. En marzo de 2021, publicó su primer álbum de estudio Sueños de Dalí.

## Biografía y carrera

### 1999-2017: Primeros años de vida e inicios de carrera artística
Paloma Castillo nació en Manhattan, Nueva York, hija de los chilenos Jorge Luis Castillo y Andrea Miriam Astorga Valdivia, oriundos de Doñihue. Tiene una hermana mayor llamada Sofía, que trabaja como maquilladora.
Cursó sus estudios en su país natal y a la edad de 8 años comenzó a incursionar en la música, grabando y tocando el piano eléctrico, además de tomar talleres de pintura y dibujo, todo esto hasta los 16 años, cuando se trasladó a Chile. Fue en la etapa de secundaria donde adquirió su nombre artístico «Paloma Mami», inspirado por el nombre de la cuenta de Instagram del cantante canadiense Drake. Tras la separación de sus padres se trasladó a Santiago, donde comenzó su carrera musical.
Fue una de las participantes de la primera temporada del programa de talentos Rojo, el color del talento de Televisión Nacional de Chile, ingresando en julio de 2018 a mitad de la competencia. Sin embargo, al poco tiempo de ingresar al espacio decidió retirarse, argumentando que el ambiente del programa no era agradable y que las condiciones del contrato ofrecido por el canal no eran convenientes para ella, finalmente solo apareció dos semanas en el programa.

### 2018-2019: «Not Steady» y éxito en Chile
Días previos a su participación en el programa Rojo, el color del talento, y ya bajo su nombre artístico, lanzó de forma independiente su primer sencillo «Not Steady» junto con el video musical en junio de 2018, el cual gozó de relativa popularidad en YouTube logrando que Castillo empezase a ganar notoriedad. El tema, escrito por Paloma Mami junto a Lesz, es una propuesta musical mezclando estilos como el dancehall, trap, soul y R&B.  Su primera presentación masiva fue el 2 de septiembre como telonera del concierto de Arcángel en el Teatro Caupolicán de Santiago. Al mes siguiente, firmó con Sony Music Latin, convirtiéndose en la primera artista chilena en conseguir un contrato con este sello discográfico. En ese mismo tiempo fue contactada para formar parte de la serie de Netflix, Nicky Jam: El ganador, sin embargo rechazó la propuesta para concentrarse en su carrera musical. Más adelante, «Not Steady» fue nominada en los Premios Pulsar 2019 en la categoría «canción del año». 
El 21 de diciembre de 2018, Paloma Mami estrenó su segundo sencillo «No te enamores», el primero lanzado bajo su contrato con Sony Music Latin. La canción fue producida por DJ Luian y Mambo Kingz como parte de Hear This Music. El video musical alcanzó más de 1 millón de reproducciones en YouTube durante sus primeras 24 horas.
En enero de 2019, Castillo alcanzó 3.2 millones de oyentes mensuales en Spotify, convirtiéndose en la cantante chilena más escuchada en esa plataforma, superando la marca anterior de 3.1 millones de Mon Laferte. El 22 de marzo de 2019, lanzó su tercer sencillo titulado «Fingías», coescrito por ella misma junto a Darell, Farruko y Sharo Towers, este último también a cargo de la producción. Este sencillo obtuvo en Chile más de 815.000 reproducciones en el primer día, consiguiente su mejor debut en la plataforma de Spotify, además de ser el número de reproducciones más alto para cualquier artista en el país. A finales del mismo mes se presentó en Lollapalooza Chile 2019, como parte del cartel para la segunda jornada del evento, dicha presentación la convirtió en la artista más vista de la historia de la transmisión televisiva del evento durante ese año que realizó VTR. Posteriormente, fue galardonada con un Giga Award en la categoría «fenómeno musical»; una premiación digital de Chile, y poco después fue nominada en los MTV Millennial Awards 2019 en la categoría «artista viral».
Hasta abril de 2019, sus dos primeros sencillos se convertían en las canciones chilenas más escuchadas de la historia de Spotify en Chile. Más tarde, en una entrevista para Billboard, Castillo declaró que se encontraba trabajando en su nueva música con los productores Tainy, Sky Rompiendo y Diplo. El 31 de mayo, lanza la canción promocional «Don't talk about me» producida por el chileno Vladimir Muñoz y acompañada de un video musical. A mediados de septiembre, colabora con el artista español C. Tangana en la canción «No te debí besar» producida por Alizzz y en la cual ella también coescribe. Para octubre de 2019, se confirmó su presencia en el festival Lollapalooza Argentina 2020.
El 10 de diciembre de 2019 lanzó el sencillo «Mami» producida en Chile por Taiko y escrita por ella misma, incluyendo un sample de la canción «Yo quiero bailar» de Ivy Queen. Tras un tibio recibimiento, cuatro días después el video musical dirigido por Agustín Alberdi y Agustín Puente y grabado en Argentina es liberado en todas las plataformas. A fines de diciembre anuncia su primera gira internacional llamada «40 grados tour», la cual finalizará en la Ciudad de México siendo parte del festival Ceremonia 2020. Además aparece con su tema «Don’t Talk About Me» en la banda sonora de la película Bad Boys for Life estrenada en enero de 2020.

### 2020-2022:Sueños de Dalí

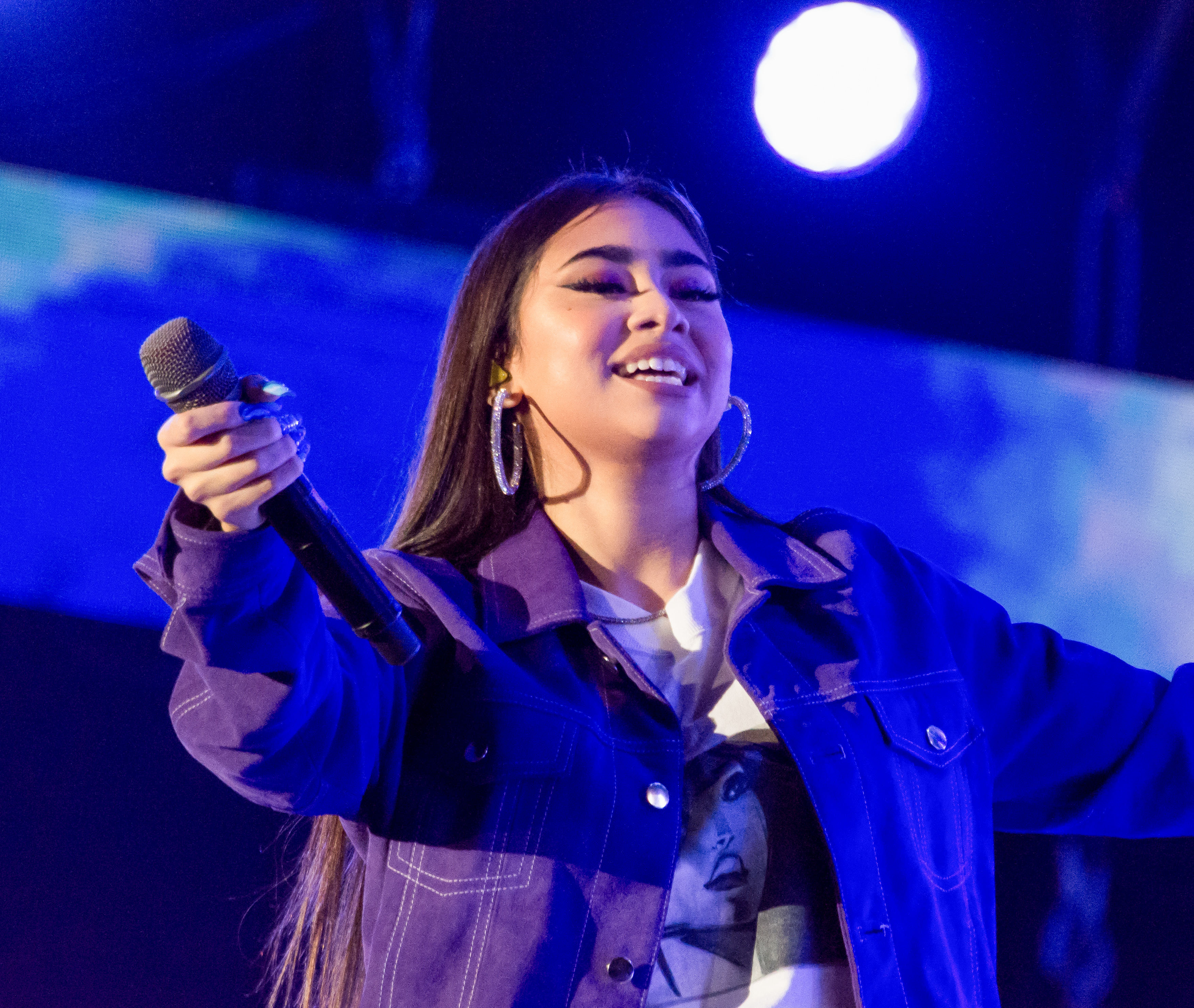
Paloma presentándose en vivo en un festival en Chile.

El 25 de enero, Paloma Mami se presentó en el Festival de Las Condes 2020 en Santiago ante 40.000 personas y fue transmitido por Canal 13 para todo Chile. Durante marzo de 2020, afirmó estar trabajando en su álbum debut que espera lanzar durante ese mismo año, sumando al productor Illmind, conocido por sus trabajos con Kanye West, Beyoncé y Khalid. El 30 de abril, estrena el sencillo «Goteo», escrito por Paloma junto a Rosalía, Pablo Martinez y El Guincho, además de producida por este último. Paloma forma parte del cuarto álbum de estudio Music is the weapon de Major Lazer, en la canción «Queloque», lanzada el 16 de octubre.
El 2 de noviembre lanza el sencillo «For ya». El 18 de febrero lanza la canción «Religiosa» como promoción de su álbum debut Sueños de Dalí, el cual ese mismo día lo dispuso para ser reservado y lanzado en todas las plataformas el 19 de marzo de 2021, el álbum además cuenta de 11 canciones, sumando a los productores Hit-Boy y Tainy. Como parte de la promoción del álbum, presentó en vivo la canción «Traumada» en el programa The Ellen DeGeneres Show, siendo su debut televisivo en Estados Unidos.
En junio de 2022 participó en el remix de la canción «Ultra solo» junto a Polimá Westcoast, Pailita, Feid y De la Ghetto, con gran éxito.

### 2023:Festival de Viña
Paloma se presentó en la noche de apertura del Festival, posterior a la también cantante urbana Karol G. A pesar de haber sufrido de problemas técnicos en su show, fue aclamada por el público, siendo doblemente galardonada con Gaviota de Plata y de Oro.
Al año siguiente Paloma colaboró con Prince Royce en la canción llamada Morfina.

### 2024-presente:CÓDiGOS DE MUÑEKA
En 2024, Paloma Mami comenzó a trabajar en su segundo álbum de estudio, lanzando varios sencillos como parte de la promoción. El 26 de enero de 2024, estrenó DOSiS en colaboración con Marcianeke y ITHAN NY, un tema que marcó el inicio de su nueva etapa musical con un enfoque en el reguetón y el trap. Posteriormente, el 5 de diciembre de 2024, lanzó Mi KAMA, una canción que continuó consolidando su estilo característico que fusiona pop, R&B y elementos urbanos. El 8 de mayo de 2025, estrenó HAKiA, otro sencillo de su próximo álbum, acompañado de un album visual dirigido por Camila Grandi que presentó una estética inspirada en el mundo de las muñecas y el anime, reforzando la narrativa visual de su nueva era.
El 23 de mayo de 2025, anunció a través de su cuenta de X que su segundo álbum, titulado CÓDiGOS DE MUÑEKA, sería lanzado el 11 de julio de 2025. En los días previos al lanzamiento, reveló la lista de canciones en su cuenta de Instagram, generando gran expectativa entre sus seguidores.
Como parte de la promoción del álbum, Paloma Mami colaboró con Crunchyroll para crear una serie de ilustraciones inspiradas en anime para cada una de las 11 canciones del álbum, diseñadas por el artista Ken Hensly de Kensuke Creations. Esta colaboración marcó la primera vez que Crunchyroll trabajó con un artista para dar forma a la identidad visual completa de un álbum, destacando la intersección entre la música latina y la cultura del anime. Además, el 25 de mayo de 2025, fue presentadora en los Crunchyroll Anime Awards 2025 en Tokio, Japón, donde presentó la categoría de Mejor Arte de Fondo y compartió su pasión por el anime, que ha influido en sus videos musicales y estética artística.
Finalmente, el 11 de julio de 2025, CÓDiGOS DE MUÑEKA fue lanzado, contando con 11 canciones que reflejan diversas facetas de la personalidad de la artista, descritas por ella como "un viaje por cada versión de mí". El álbum incluye colaboraciones con artistas como Rauw Alejandro, DannyLux, Pablo Chill-E, Pailita y El Jordan 23, y Marcianeke e ITHAN NY.
El sencillo principal, ASTROS, se estrenó junto con un videoclip cinematográfico que complementa la estética futurista del álbum.

## Estilo musical e influencias
El estilo musical de Castillo es principalmente R&B latino y soul, que incorpora elementos de pop urbano con una mezcla de trap latino. Citó a Denise Rosenthal, Bad Bunny, Drake, Ivy Queen, Rihanna, Christina Aguilera, Amy Winehouse, Aaliyah y Ella Fitzgerald como los artistas que la inspiran en su carrera.

## Vida personal e imagen pública
En noviembre de 2018, fue elegida como rostro de la campaña publicitaria para Chile y otros países de Latinoamérica de la marca H&M—Moschino en su última colección. A partir de enero de 2020 se convierte en rostro para la nueva imagen de Pepsi para algunos países de Latinoamérica.
En marzo de 2021, lanza su línea de ropa llama MaMi para la marca Bershka, la cual está disponible en todo el mundo.

## Discografía
Álbumes de estudio
- 2021: Sueños de Dalí
- 2025: CÓDiGOS DE MUÑEKA

## Filmografía

### Televisión
| Año  | Título                     | Rol          | Notas                      |
| ---- | -------------------------- | ------------ | -------------------------- |
| 2018 | Rojo, el color del talento | Participante | Temporada 1 (14 episodios) |

## Premios y nominaciones
| Año  | Premios                         | Categoría                          | Trabajo                                                                   | Resultado nominación | Ref.   |
| ---- | ------------------------------- | ---------------------------------- | ------------------------------------------------------------------------- | -------------------- | ------ |
| 2019 | Giga Awards                     | Fenómeno musical                   | Ella misma                                                                | Ganadora             | [ 71 ] |
| 2019 | Premios Pulsar                  | Canción del año                    | «Not steady»                                                              | Ganadora             | [ 72 ] |
| 2019 | MTV Millennial Awards           | Artista viral                      | Ella misma                                                                | Nominada             | [ 73 ] |
| 2019 | Premios Juventud                | Artista nueva generación urbana    | Ella misma                                                                | Nominada             | [ 74 ] |
| 2020 | Urban Music Awards              | Mejor nuevo artista                | Ella misma                                                                | Nominada             | [ 75 ] |
| 2020 | Premios Tu Música Urbano        | Top revelación femenina            | Ella misma                                                                | Ganadora             | [ 76 ] |
| 2020 | Premio Lo Nuestro               | Artista revelación femenino        | Ella misma                                                                | Nominada             | [ 77 ] |
| 2020 | Premio Lo Nuestro               | Artista femenino del año - urbano  | Ella misma                                                                | Nominada             | [ 77 ] |
| 2020 | Premios Heat Latin Music Awards | Mejor artista sur                  | Ella misma                                                                | Nominada             | [ 78 ] |
| 2020 | Premios Heat Latin Music Awards | Promesa Musical                    | Ella misma                                                                | Nominada             | [ 78 ] |
| 2020 | Premios MUSA                    | Canción del año                    | «Mami»                                                                    | Nominada             | [ 79 ] |
| 2020 | Premios MUSA                    | Videoclip del año                  | «Goteo»                                                                   | Nominada             | [ 79 ] |
| 2020 | Premios MUSA                    | Artista urbano del año             | Ella misma                                                                | Ganadora             | [ 79 ] |
| 2021 | Premio Lo Nuestro               | Artista Urbana Femenina del Año    | Ella misma                                                                | Nominada             | [ 80 ] |
| 2021 | Copihue de Oro                  | Mejor Cantante de Música Urbana    | Ella misma                                                                | Ganadora             | [ 81 ] |
| 2021 | Copihue de Oro                  | Artista de la Década               | Ella misma                                                                | Nominada             | [ 81 ] |
| 2021 | Latin Grammy Awards             | Mejor Nuevo Artista                | Ella misma                                                                | Nominada             |        |
| 2021 | Premios MUSA                    | Canción del Año                    | "Religiosa"                                                               | Nominada             | [ 82 ] |
| 2021 | Premios MUSA                    | Álbum del Año                      | "Sueños de Dalí"                                                          | Nominada             | [ 82 ] |
| 2021 | Premios MUSA                    | Artista Pop del Año                | Ella misma                                                                | Nominada             | [ 82 ] |
| 2021 | Premios MUSA                    | Colaboración Internacional del Año | "Que Rico Fuera" (con Ricky Martin)                                       | Nominada             | [ 82 ] |
| 2021 | Los Premios la Junta            | Mejor Canción de Reggaeton         | "Religiosa"                                                               | Ganadora             | [ 83 ] |
| 2021 | Los Premios la Junta            | Mejor Artista Reggaeton            | Ella misma                                                                | Nominada             | [ 83 ] |
| 2022 | Premios Pulsar                  | Mejor Artista de Música Urbana     | "Sueños de Dalí"                                                          | Nominada             |        |
| 2022 | Premios MUSA                    | Videoclip del Año                  | "Ultra Solo (Remix)" (con Polimá Westcoast, Pailita, Feid & De la Ghetto) | Nominada             | [ 84 ] |
| 2022 | Los Premios la Junta            | Canción del Año                    | "Ultra Solo (Remix)" (con Polimá Westcoast, Pailita, Feid & De la Ghetto) | Ganadora             | [ 85 ] |